# Zalarnaca abbreviata
Zalarnaca abbreviata är en insektsart som beskrevs av Andrej Vasiljevitj Gorochov 2008. Zalarnaca abbreviata ingår i släktet Zalarnaca och familjen Gryllacrididae. Inga underarter finns listade i Catalogue of Life.